# دریاچه ماناگوا
دریاچه ماناگوا (به لاتین: Lake Managua) یک دریاچه در نیکاراگوئه است که در ماناگوئه واقع شده‌است.

## نگارخانه

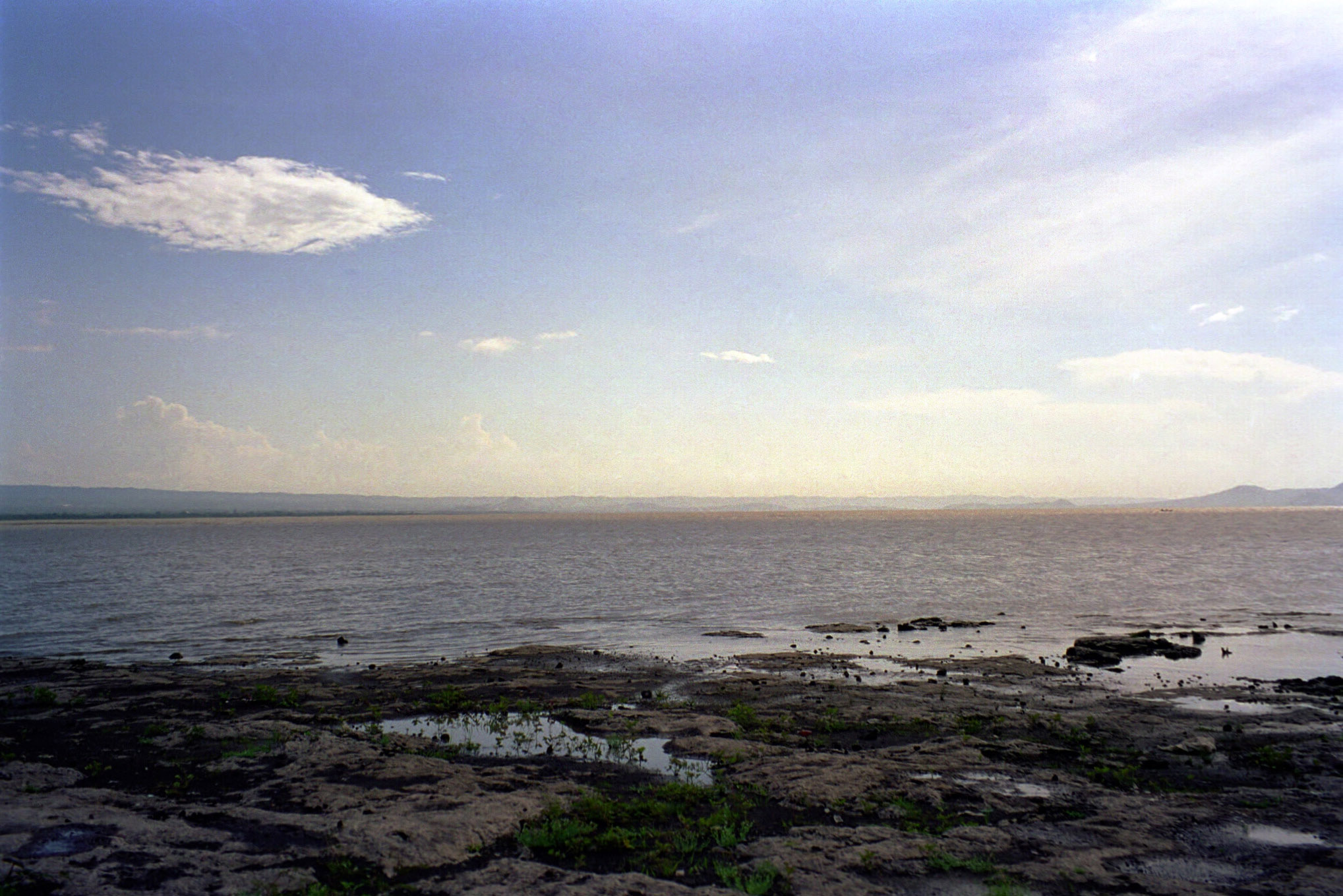
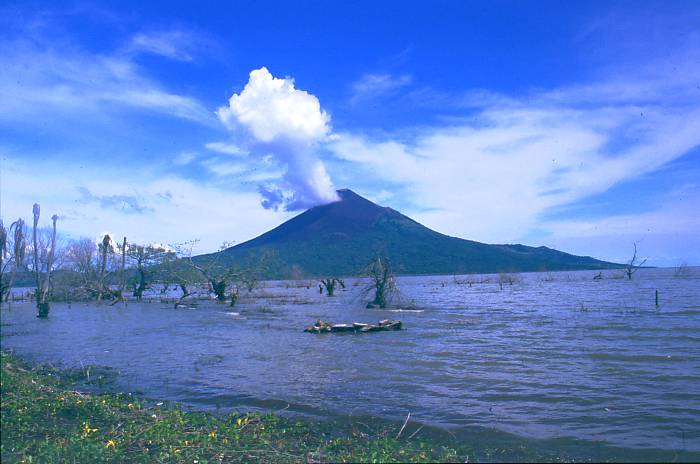